# Tanzac
Tanzac – miejscowość i gmina we Francji, w regionie Nowa Akwitania, w departamencie Charente-Maritime.
Miasto jest zorganizowane wokół kościoła Saint-Saturnin, który w 1958 został wpisany na listę Pomników Historii.